# Crosse aux Jeux mondiaux de 2025
Navigation
Birmingham 2012 Karlsruhe 2029
Les tournois de crosse (ou Lacrosse) des Jeux mondiaux de 2025 ont lieu du 7 au 11 août 2025 dans le stade du lycée de Chengdu situé dans le district de Wuhou.
Seul le tournoi féminin en format 6x6 est programmé ; c'est ce format qui rejoindra en 2028 le programme des Jeux olympiques de Los Angeles.

## Organisation
Huit équipes féminines sont qualifiées pour les compétitions dont les quatre finalistes des jeux mondiaux 2022:
| Compétion                         | Lieu                       | Date               | Quota | Équipe qualifiée                            |
| --------------------------------- | -------------------------- | ------------------ | ----- | ------------------------------------------- |
| Pays hôte                         | NC                         | NC                 | 1     | Chine                                       |
| jeux mondiaux 2022                | Birmingham                 | 12–16 juillet 2022 | 4     | Canada États-Unis Australie Grande-Bretagne |
| Championnat d'Asie-Pacifique 2025 | Bokarina                   | 6–11 janvier 2025  | 1     | Japon                                       |
| Tournoi Europe de qualification   | Vila Real de Santo António | 5–6 mars 2025      | 2     | Irlande Tchéquie                            |

## Tournoi féminin

### Phase préliminaire
- En gras, qualifié pour les demi-finales
- Éliminé, qualifié pour le match de classement 5e place
- Éliminé, qualifié pour le match de classement 7e place

|   | Équipe          | J | V | D | BP | BC | +/- |
| - | --------------- | - | - | - | -- | -- | --- |
| 1 | Canada          | 3 | 3 | 0 | 59 | 15 | +44 |
| 2 | Japon           | 3 | 2 | 1 | 38 | 33 | +5  |
| 3 | Grande-Bretagne | 3 | 1 | 2 | 44 | 31 | +13 |
| 4 | Chine           | 3 | 0 | 3 | 5  | 67 | −62 |

| 7 août | Canada          | 20 | 5  | Japon           |
| 7 août | Chine           | 2  | 24 | Grande-Bretagne |
| 8 août | Grande-Bretagne | 10 | 14 | Canada          |
| 8 août | Japon           | 18 | 3  | Chine           |
| 9 août | Canada          | 25 | 0  | Chine           |
| 9 août | Grande-Bretagne | 10 | 15 | Japon           |

|   | Équipe     | J | V | D | BP | BC | +/- |
| - | ---------- | - | - | - | -- | -- | --- |
| 1 | États-Unis | 3 | 3 | 0 | 89 | 32 | +57 |
| 2 | Australie  | 3 | 2 | 1 | 54 | 42 | +12 |
| 3 | Tchéquie   | 3 | 1 | 2 | 34 | 65 | −31 |
| 4 | Irlande    | 3 | 0 | 3 | 28 | 66 | −38 |

| 7 août | États-Unis | 32 | 11 | Irlande    |
| 7 août | Tchéquie   | 10 | 23 | Australie  |
| 8 août | Australie  | 13 | 25 | États-Unis |
| 8 août | Irlande    | 10 | 16 | Tchéquie   |
| 9 août | États-Unis | 32 | 8  | Tchéquie   |
| 9 août | Australie  | 18 | 7  | Irlande    |

### Matchs de classement
| 7e place | 10 août | Chine       | 5  | 19 | Irlande  |
| 5e place | 10 août | Royaume-Uni | 20 | 11 | Tchéquie |

### Phase finale
|  | Demi-finales | Demi-finales |            |    | Finale  | Finale  |
|  | Demi-finales | Demi-finales |            |    | Finale  | Finale  |
|  |              |              |            |    |         |         |
|  | 10 août      | 10 août      |            |    | 11 août | 11 août |
|  | 10 août      | 10 août      |            |    | 11 août | 11 août |
|  | États-Unis   | 24           |            |    | 11 août | 11 août |
|  | États-Unis   | 24           |            |    | 11 août | 11 août |
|  | Japon        | 10           |            |    | 11 août | 11 août |
|  | Japon        | 10           | États-Unis | 16 |         |         |
|  | 10 août      |              | États-Unis | 16 |         |         |
|  |              | Canada       | 8          |    |         |         |
|  | Canada       | Canada       | 8          | 21 |         |         |
|  | Canada       |              |            | 21 |         |         |
|  | Australie    | 4            |            |    |         |         |
|  | Australie    | 4            | 3e place   |    |         |         |
|  |              |              |            |    |         |         |
|  | 11 août      |              |            |    |         |         |
|  |              |              |            |    |         |         |
|  | Japon        | 12           |            |    |         |         |
|  | Japon        | 12           |            |    |         |         |
|  | Australie    | 13           |            |    |         |         |
|  | Australie    | 13           |            |    |         |         |

### Classement final
| Rang               | Équipe      |
| ------------------ | ----------- |
| Médaille d'or      | États-Unis  |
| Médaille d'argent  | Canada      |
| Médaille de bronze | Australie   |
| 4                  | Japon       |
| 5                  | Royaume-Uni |
| 6                  | Tchéquie    |
| 7                  | Irlande     |
| 8                  | Chine       |

## Médaillés
| Épreuves        | Or | Argent | Bronze |
| --------------- | --- | --- | --- |
| Tournoi féminin | États-Unis- Chloe Humphrey - Sam Apuzzo - Marie McCool - Cassidy Weeks - Charlotte North - Ally Mastroianni - Kenzie Kent - Izzy Scane - Ally Kennedy - Taylor Moreno - Shea Dolce - Ellie Masera | Canada- Lauren Black - Aurora Cordingley - Brooklyn Walker-Welch - Kylea Dobson - Erica Evans - Annabel Child - Bianca Chevarie - Lauren Spence - Maddy Baxter - Dylana Williams - Nicole Perroni - Jordan Dean | Australie- Stephanie Kelly - Rebecca Lane - Abby Thorne - Hannah Nielsen - Addie Cunningham - Olivia Parker - Theo Kwas - Ocea Leavy - Ashtyn Hiron - Georgia Latch - Mim Suares-Jury - Bonnie Yu |